# 中医诊断学
中医诊断学是根据中医学理论，研究诊查病情、判断病种、辨别证候的基础理论、基本知识和基本技能的一门学科。中医诊断学主要包括诊法学和辨证学两部，两者相互渗透，相互联系。中医诊法学着重于获取临床信息，并对其进行病机分析。中医辨证学则注重于证侯的辨别。
症、证及病的规范化研究，诊法的客观化研究，证的病理生理基础研究等是近半个世纪以来，研究中医诊断学人们的工作实践。

## 中医诊法学
四诊是中医诊察疾病基本方法的合称，包括望诊、闻诊、问诊、切诊，即“望闻问切”。望是观察病人的身体状况，包括面色、舌苔等；闻是听病人的说话、咳嗽、喘息，并嗅其口中或身上是否有异味；问是询问病人症状，以及患病史等；切是用手把脉或按腹部诊察是否有异常。
通过四诊，诊察疾病显现在各方面的症状和体征，以了解疾病的病因、性质及其与内脏的联系，为辨证提供充分的依据。望、闻、问、切各有独特的作用，他们之间互相联系，互相补充，不能相互取代。临床必须结合运用，互相参证，才能全面系统的了解病情，称为四诊合参。

## 中医辨证学
中医辩证又通常指的是整体辨证，是中医临床最具特色、重要的一环。辨证是通过诊法所获得的整体各种信息资料，运用脏腑、经络、病因、病机等基础理论进行综合分析，从而辨别病变位置与性质以及正邪情况，作出高度概括。辨证的内容包括定病位、述病机、阐明证候属性三个方面。只有在临床上要作到言之有理，理必有据，据证立法，方从法立，理法方药完整统一，才能取得预期的效果。
- 八纲辨证

八纲是中医认识疾病共性的辨证方法。八纲指表、里、寒、热、虚、实、阴、阳八个辨证的纲领。其中，阴阳是总纲，它可以概括其他六纲，即阴证包括里、虚、寒证，阳证包括表、实、热证。
八纲是从各种具体证候的个性中抽象出来的带有普遍规律的共性。疾病的表现尽管十分复杂，但都可以用八纲证候加以分析归纳。
八纲辨证即医生运用八纲，对四诊所获得的所有病情资料，进行分析综合，从而初步获得关于病位、病性、正邪斗争盛衰和病证类别的总印象的辨证方法。八纲辨证包括阴阳辨证、表里辨证、寒热辨证、虚实辨证。
- 脏腑辨证
- 气血津液辨证
- 六經辨證
- 卫气营血辨证
- 三焦辨证